# بيل أورايلي
وليام جيمس أورايلي جونيور (بالإنجليزية: Bill O'Reilly)‏ (مواليد 10 سبتمبر 1949) هو صحفي أمريكي، ومؤلف، ومضيف تلفزيوني سابق. خلال أواخر سبعينيات القرن العشرين وثمانينياته، عمل مراسلًا لمحطات تلفزيونية محلية في الولايات المتحدة، ولاحقًا لقناتَي سي بي إس نيوز وإيه بي سي نيوز. عمل مذيعًا لبرنامج صحافة التابلويد (الصحافة الصفراء) إنسايد إيديشن منذ عام 1989 حتى عام 1995. انضم أورايلي إلى قناة فوكس نيوز في عام 1996 وعمل مضيفًا لبرنامج ذا أورايلي فاكتور حتى عام 2017.  كان برنامج ذا أورايلي فاكتور البرنامج الإخباري الأعلى تقييمًا مدة 16 عامًا، ووصفه المحلل الإعلامي هاورد كورتز بأنه «أكبر نجم على مدى 20 سنة من تاريخ فوكس نيوز» عند مغادرته. وهو مؤلف للعديد من الكتب، وقد عمل مضيفًا لبرنامج ذا راديو فاكتور (2002-2009).  منذ عام 2017، عمل مذيعًا للبرنامج الإذاعي نو سبين نيوز الذي أسسه بعد طرده من فوكس. يُعتبر أورايلي معلقًا محافظًا.
تعرضت مهنة أورايلي الإعلامية لصفعة كبيرة بعد أن كشفت عدة تحقيقات لصحيفة نيويورك تايمز أنه دفع 50 مليون دولارًا تقريبًا لست نساء من أجل تسوية قضايا تحرش جنسي مختلفة. بعد أن كشف أول تحقيق لـنيويورك تايمز أن أورايلي وفوكس نيوز قد قاما بتسوية خمس دعاوي تحرش جنسي، أنهت فوكس نيوز توظيفه في شهر أبريل عام 2017. في شهر أكتوبر من عام 2017، أعلنت نيويورك تايمز عن تسوية إضافية قيمتها 32 مليون دولار كان أورايلي قد دفعها لتسوية دعوى تحرش جنسي سادسة رفعتها ضده المحللةُ السابقة في فوكس نيوز «ليز ويل» بسبب «علاقة جنسية غير رضائية» تقول إن أورايلي بدأها معها. أدى الإعلان عن هذه التسوية السادسة إلى إبعاده من وكالة المواهب المتحدة.

## نشأته
وُلد أورايلي في 10 سبتمبر 1949، في مستشفى كولومبيا بريسبيتيريان في مانهاتن لوالديه وليام جيمس سينيور ووينفريد آنجيلا (دريك) أورايلي من بروكلين وتينيك، نيوجيرسي، على التوالي. وهو من أصل أيرلندي مع درجة صغيرة من أصل إنجليزي (سكان مستعمرة أمريكية). عاش بعض أسلاف والده في مقاطعة كافان بأيرلندا منذ أوائل القرن الثامن عشر، ومن جهة والدته لديه أسلاف من شمال أيرلندا. كانت عائلة أورايلي تعيش في شقة صغيرة في فورت فري، نيو جيرسي عندما وُلد ابنهم. في عام 1951، انتقلت عائلته إلى ليفيتاون في لونغ آيلاند. لدى أورايلي أخت اسمها جانيت.
التحق أورايلي بمدرسة أبرشية سانت بريجيد في ويستبروغ ومدرسة شاميناد الثانوية، وهي مدرسة ثانوية كاثوليكية خاصة للبنين في مينيولا. أراده والده أن يلتحق بشاميناد، لكن أورايلي أراد أن يلتحق بمدرسة دبليو. تريسبر كلارك الثانوية، وهي المدرسة الحكومية التي سيلتحق بها معظم أصدقائه المقربين. لعب في رابطة البيسبول للصغار، وكان حارس المرمى في فريق جامعة شاميناد للهوكي. خلال سنواته في المدرسة الثانوية، التقى بمغني البوب المستقبلي بيلي جويل، الذي يصفه أورايلي بأنه «شَقيّ». استذكر أورايلي في مقابلة مع مايكل كي في برنامج سنتر ستيج الذي يعرض على «شبكة يس» أن جويل «كان في قسم هيكسفيلي -في نفس عمري- وكان شقيًا. كان يملسه ]شعره[ إلى الوراء بهذا الشكل. وكنا نعرفه، لأن أصدقاءه كانوا يدخنون ويفعلون هذا وذاك، ونحن كنا رياضيين متحمسين».
بعد تخرجه من شيميناد في عام 1967، التحق أورايلي بكلية ماريست في بُكِبسي، نيويورك. عندما كان في ماريست، كان عضوًا في الاتحاد الوطني لكرة القدم، وكان أيضًا يكتب لصحيفة المدرسة التي كانت تحمل اسم ذا سيركل. كان طالبًا شرفيًا تخصص بالتاريخ. أمضى سنته الجامعية الأولى في الخارج، إذ التحق بكلية الملكة ماري في جامعة لندن. حصل على درجة بكالوريوس في الآداب في التاريخ في عام 1971. لعب بيسبول شبه احترافي خلال هذا الوقت بصفته راميًا لفريق نيويورك موناركس. بعد تخرجه من كلية ماريست، انتقل أورايلي إلى ميامي، حيث علّم الإنجليزية والتاريخ في مدرسة مونسينغور بيس الثانوية منذ عام 1970 حتى عام 1972. عاد إلى الدراسة في عام 1973، وحصل على درجة ماجستير في الآداب في الصحافة الإذاعية من جامعة بوسطن. أثناء التحاقه بجامعة بوسطن، كان يعمل مراسلًا وكاتب عمود صحفي لعدة صحف محلية أو نشرات أخبار أسبوعية بديلة، من ضمنها بوسطن فينيكس، وقضى فترة تدريبية في قناة «دبليو بي زد تي في». في عام 1995، التحق بكلية جون إف. كينيدي الحكومية في جامعة هارفارد، وحصل على درجة ماجستير في الإدارة العامة في عام 1996.

## حياته المهنية في الإذاعة والتلفزيون

### حياته المهنية المبكرة
تضمنت مسيرة أورايلي المهنية المبكرة العمل مراسلًا ومذيعًا في قناة «دبليو إن إي بّي تي في» في سكرانتون، بينسلافينيا، حيث عمل أيضًا مراسلًا للطقس. مُنح أورايلي جائزة نادي دالاس للصحافة في قناة «دبليو إف إيه إيه تي في» في دالاس لتميزه في صحافة التحقيقات. انتقل بعدها إلى قناة «كي إم جي إتش تي في» في دنفر، حيث فاز بجائزة إيمي المحلية لتغطيته لخطف طائرة. عمل أورايلي أيضًا في قناة «كي إيه تي يو» في بورتلاند، أوريغون، منذ عام 1984 حتى عام 1985، وفي قناة «دبليو إف إس بي» في هارتفورد، كونيتيكت، وفي قناة «دبليو إن إي في تي في» (اسمها حاليًا «دبليو إتش دي إتش تي في») في بوسطن.
في عام 1980، قدم أورايلي برنامج الأخبار المحلية 7:30 ماغازين في قناة «دبليو سي بي إس تي في» في نيويورك. بعد فترة وجيزة، بصفته مراسلًا ومذيعًا، فاز بجائزة إيمي المحلية الثانية والتي كانت عن تحقيق له عن شرطة المدينة الفاسدين.
في عام 1982، أصبح مراسلًا لشبكة سي بي إس نيوز، مغطيًا الحروب في السلفادور في الموقع، وفي جزر فوكلاند من مركزه في بوينس آيريس، الأرجنتين. غادر أورايلي سي بي إس بسبب نزاع متعلق بالاستخدام غير المصرح به للقطات عن أعمال شغب في تقرير لبوب شيفر ردًا على استسلام حكومة الانتفاضة العسكرية كان قد صورها فريق عمل أورايلي في بوينس آيريس بعد فترة قصيرة من نهاية الحرب.
في عام 1986، انضم أورايلي إلى شبكة إيه بي سي نيوز بصفته مراسلًا. قدم مديح تأبين لصديقه جوي سبنسر، مراسل شبكة إيه بي سي نيوز، والذي توفي في تحطم طائرة هيليكوبتر في 22 يناير عام 1986 في طريقه إلى تغطية إضراب شركة هورمل لتعبئة اللحوم. قرر رئيس شبكة إيه بي سي نيوز رون أرليدج، الذي حضر جنازة سبنسر، أن يوظف أورايلي بعد سماعه مديح التأبين. في شبكة إيه بي سي، عمل أورايلي مضيفًا لموجزات الأخبار النهارية التي كانت تستعرض قصصًا لتُقدَّم تقارير عنها في برنامج أخبار العالم الليلة، وعمل مراسلًا للمهام العامة لبرامج إي بي سي نيوز، من ضمنها صباح الخير يا أمريكا، ونايتلاين، وأخبار العالم الليلة.

## روابط خارجية
- بيل أورايلي على موقع IMDb (الإنجليزية)
- بيل أورايلي على موقع الموسوعة البريطانية (الإنجليزية)
- بيل أورايلي على موقع ميوزك برينز (الإنجليزية)
- بيل أورايلي على موقع إن إن دي بي (الإنجليزية)
- بيل أورايلي على موقع ديسكوغز (الإنجليزية)
- بيل أورايلي على موقع قاعدة بيانات الفيلم (الإنجليزية)